# Sodopsis curvifascia
Sodopsis curvifascia är en skalbaggsart som beskrevs av Stefan von Breuning 1961. Sodopsis curvifascia ingår i släktet Sodopsis och familjen långhorningar. Inga underarter finns listade i Catalogue of Life.